# Blue Crane Route Local Municipality
Blue Crane Route (vollständig englisch Blue Crane Route Local Municipality) ist eine Lokalgemeinde im Distrikt Sarah Baartman der südafrikanischen Provinz Ostkap. Der Sitz der Gemeindeverwaltung befindet sich in Somerset East. Bürgermeister ist Bonisile Amos Manxoweni.
Die Gemeinde ist nach einem südafrikanischen Nationalsymbol benannt, dem blauen Kranich (Paradieskranich).

## Städte und Orte
- Bongweni
- Clevedon
- Cookhouse
- Khayanisho
- KwaNojoli
- Nelsig
- Newtown
- Pearston
- Somerset East
- Westview

## Bevölkerung
Im Jahr 2011 hatte die Gemeinde 36.002 Einwohner. Davon waren 59 % schwarz, 33 % Coloured und 6,8 % weiß. Die Muttersprachen waren zu 50,1 % isiXhosa, zu 42,2 % Afrikaans und zu 3,3 % Englisch.